# George Eaton
George Ross Eaton (Toronto, 1945. november 12. –) kanadai autóversenyző.

## Pályafutása
1969 és 1971 között tizenhárom világbajnoki Formula–1-es versenyen vett részt a British Racing Motors csapatával. Mindössze négy futamon ért célba és ebből egyszer sem volt pontszerző. Legjobb helyezését a sorozatban az 1970-es kanadai nagydíjon ért el, amikor is a tizedik helyen zárt.
1968 és 70 között a Can-Am széria, valamint a kanadai Formula A sorozat több versenyén szerepelt.

## Eredményei

### Teljes Formula–1-es eredménylistája
(Táblázat értelmezése)

(Félkövér: pole-pozícióból indult; dőlt: leggyorsabb kört futott) 

| Év   | Csapat                   | Modell   | Motor | 1      | 2      | 3      | 4   | 5      | 6      | 7      | 8   | 9      | 10     | 11     | 12     | 13  | Helyezés | Pont |
| ---- | ------------------------ | -------- | ----- | ------ | ------ | ------ | --- | ------ | ------ | ------ | --- | ------ | ------ | ------ | ------ | --- | -------- | ---- |
| 1969 | Owen Racing Organisation | BRM P138 | BRM   | RSA    | ESP    | MON    | NED | FRA    | GBR    | GER    | ITA | CAN    | USA Ki | MEX Ki |        |     | -        | 0    |
| 1970 | Owen Racing Organisation | BRM P139 | BRM   | RSA Ki |        |        |     |        |        |        |     |        |        |        |        |     | -        | 0    |
| 1970 | Owen Racing Organisation | BRM P153 | BRM   |        | ESP Nk |        |     |        |        |        |     |        |        |        |        |     | -        | 0    |
| 1970 | Yardley Team BRM         | BRM P153 | BRM   |        |        | MON Nk | BEL | NED Ki | FRA 12 | GBR Ki | GER | AUT 11 | ITA Ki | CAN 10 | USA Ki | MEX | -        | 0    |
| 1971 | Yardley Team BRM         | BRM P160 | BRM   | RSA    | ESP    | MON    | NED | FRA    | GBR    | GER    | AUT | ITA    | CAN 15 | USA    |        |     | -        | 0    |

### Le Mans-i 24 órás autóverseny
| Év   | Csapat                     | Autó                | Csapattárs     | Helyezés | Kiesés oka        |
| ---- | -------------------------- | ------------------- | -------------- | -------- | ----------------- |
| 1971 | North American Racing Team | Ferrari 512S Spyder | Masten Gregory | Kiesett  | Üzemanyagrendszer |

## Külső hivatkozások
- Profilja a grandprix.com honlapon (angolul)
- Profilja a statsf1.com honlapon (angolul)